# Rhamphomyia latifrons
Rhamphomyia latifrons är en tvåvingeart som beskrevs av Frey 1913. Rhamphomyia latifrons ingår i släktet Rhamphomyia och familjen dansflugor. Arten har ej påträffats i Sverige. Inga underarter finns listade i Catalogue of Life.